# Лабутин, Сергей Петрович
Сергей Петрович Лабутин (род. 13 мая 1953, Холмск, Сахалинская область) — советский, украинский и российский писатель. Член Национального союза писателей Украины (1996), Национального союза журналистов Украины (2003).

## Биография
Родился 13 мая 1953 года в городе Холмск Сахалинской области.
Окончил Холмское мореходное училище, Европейский институт JUSTO.
С 1986 года жил в городе Кривой Рог. В 1990 году окончил Ингулецкий горнорудный техникум (город Ингулец, ныне в составе города Кривой Рог). До 1990 года работал на производствах. В 1990—1996 годах — главный инженер, заместитель директора Криворожского городского коммунального учреждения культуры «Народный дом».
C 2011 года проживает в России.

## Творческая деятельность
Пишет на русском и украинском языках. Дебютировал в 1975 году стихотворением «Енисей» в курагинской районной газете (Красноярский край). Написал 17 книг поэзии и прозы: «Давай поговорим», «Черёмуховый август», «Колдун-гора», «Матушка-речка», «Тайна Золотой долины», «Матушка-речка — 2», «Горечь исповеди», «Агент советского гестапо», «Отчий думы», «Девочка на обочине», «Рыцари современного образования», «Энергия созидания» и другие.
В сотрудничестве с украинскими и российскими композиторами создал ряд песен, которые исполняют артисты Украины и России.
За создание труда (по заданию правительства Украины) об электромонтажных организациях Украины «Энергия созидания» был удостоен украинской Литературной премии имени Кржижановского, а по итогам своего многолетнего литературного труда  стал лауреатом украинской литературной премии «Ветка золотого каштана». Также является победителем международного литературного конкурса в номинации «Проза» (2008). В 2012 году в Торонто (Канада) вышел сборник прозы «Вечный посох» (избранное).
Заместитель председателя киевской организации Национального союза писателей Украины по международным связям (1996—2001), вице-президент Украинской ассоциации писателей художественно-социальной литературы (1996—2008). Эксперт Российской академии литературной экспертизы имени В. Г. Белинского, 27 ноября 2017 года решением учёного совета Европейского института JUSTO ему было присвоено учёное звание «Почётный профессор». В марте 2020 года избран академиком Международной славянской академии наук, образования, искусств и культуры. Участвовал в создании 4 телевизионных фильмов: «Здравствуй, земля», «Молитвы Старого Днепра», «Не доводит до покаяния», «Гость в своём доме». В 2011—2015 годах — полномочный представитель войска запорожского в Сахалино-Курильском окружном казачьем обществе, генерал-есаул в отставке.
В настоящее время занимается вопросами казачьего образования, а также правозащитной деятельностью.

### Произведения
- Давай поговорим (1989);
- Черёмуховый август (1991);
- Колдун-гора (1991);
- Горечь исповеди (1994);
- Там, где клён шумит (2001).